# フルシチョフカ

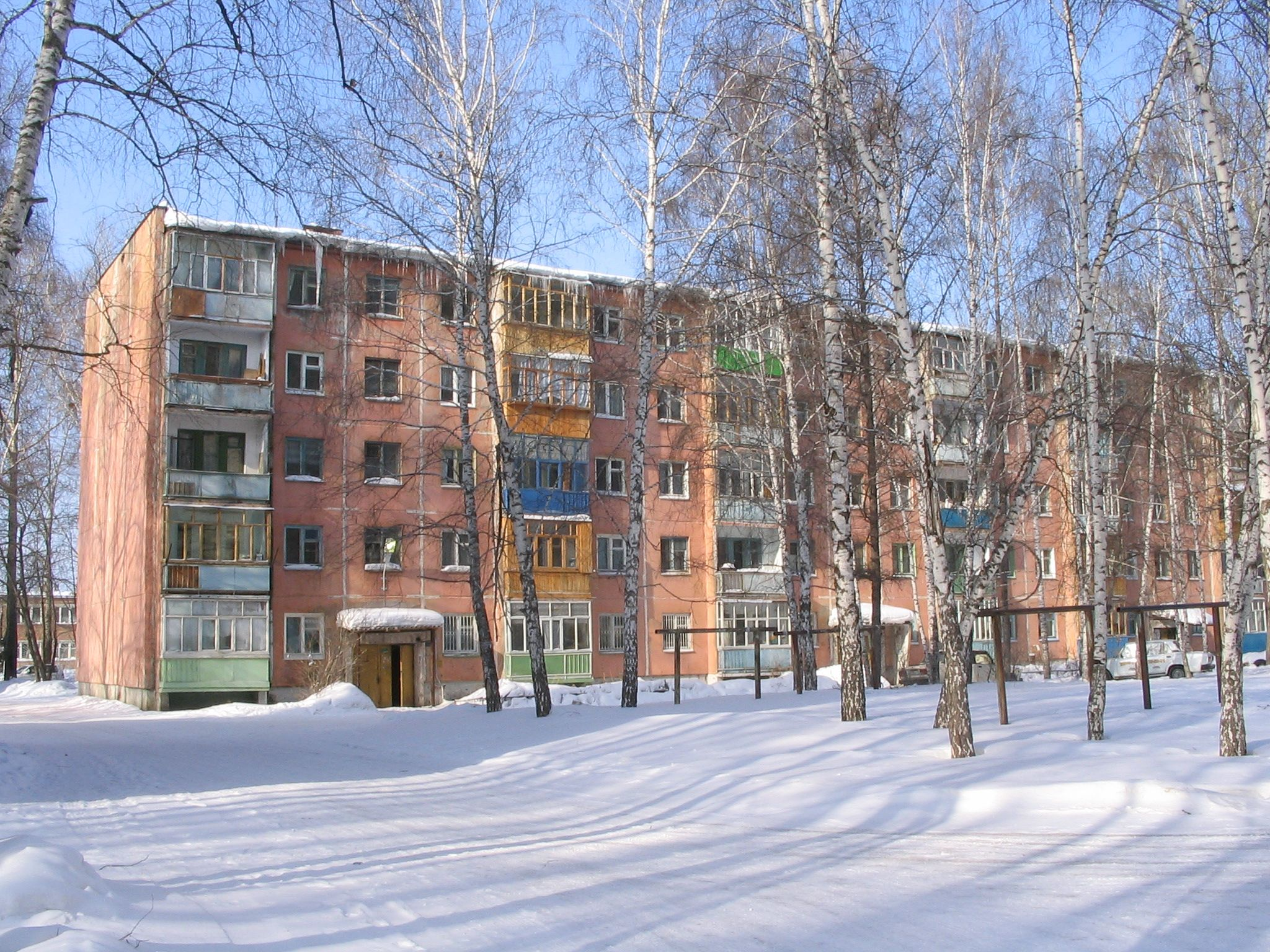
トムスクにあるパネル工法で建てられたフルシチョフカ

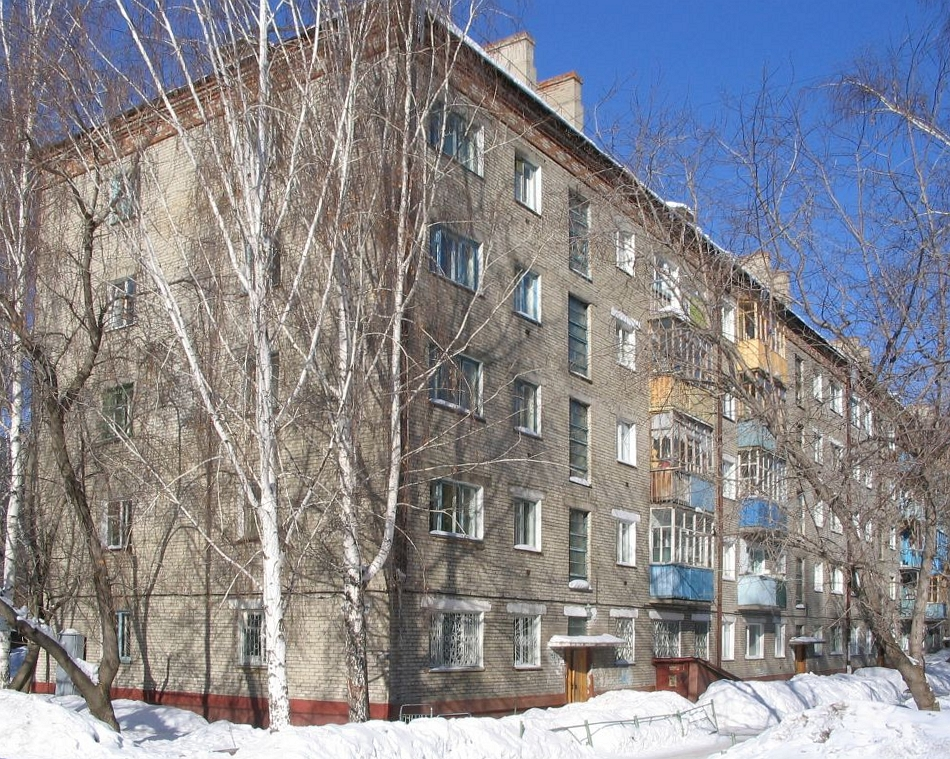
トムスクにあるレンガ造りのフルシチョフカ

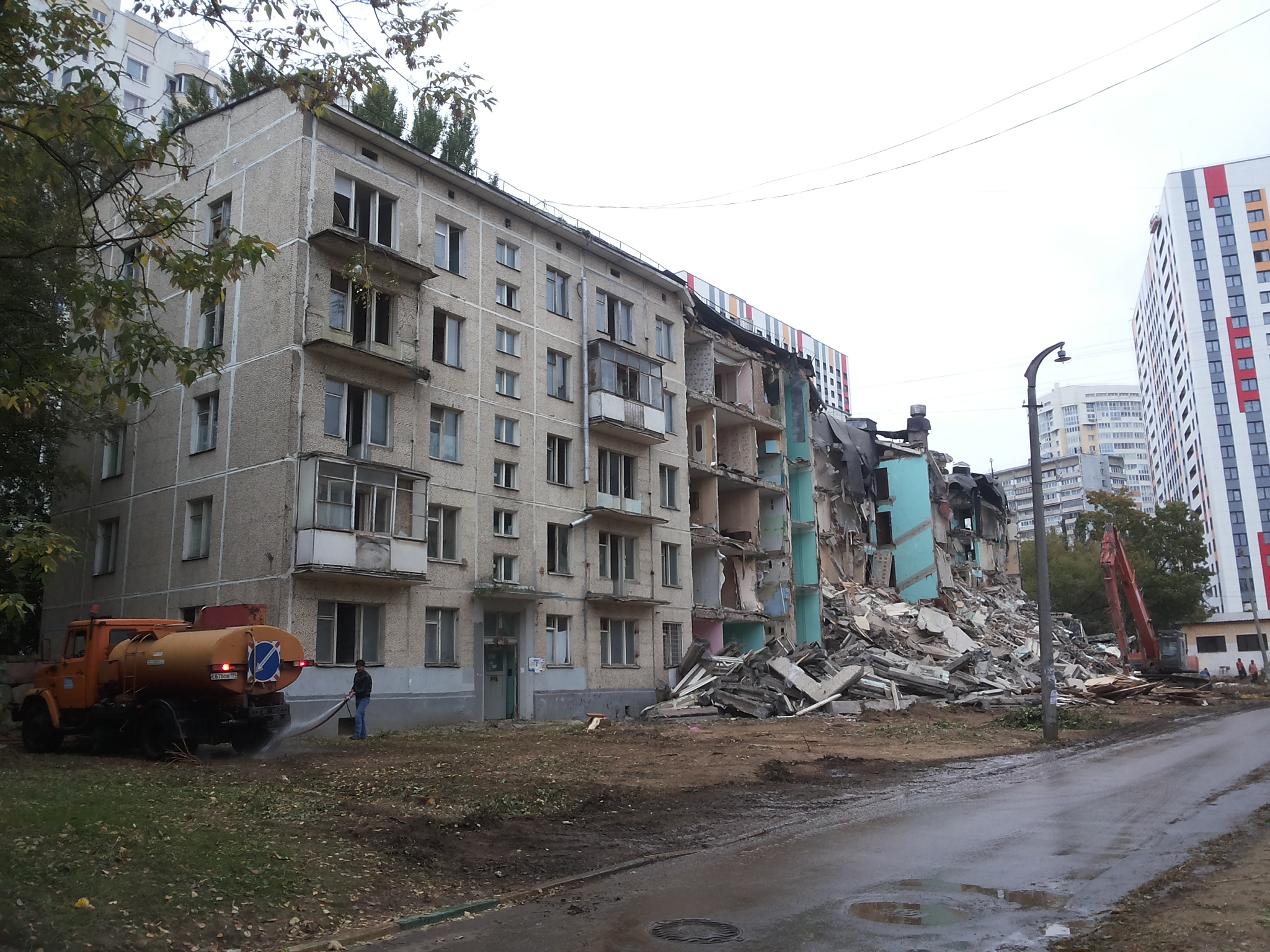
モスクワでのフルシチョフカの解体

フルシチョフカ（ロシア語: хрущёвка; IPA: [xrʊˈɕːɵfkə]）とは、1960年代のソビエト連邦で政府によって建設された集合住宅の通称（「ピャチエターシュカ（邦訳：5階建て）」や「フルシチョーヴィ（邦訳：フルシチョフの貧民窟）」とも呼称されている）であり、正式名称は「1-515/5アパート」である。低コストで、パネル工法あるいはレンガで作られており、3階から5階建てである。建設にはその名前にある通り、ニキータ・フルシチョフが監督している。   
最初に柱を立てた後、クレーンの代わりに油圧ジャッキを用い、屋根、上層階、下層階の順に持ち上げて付け足してゆく工法が開発された。

## 歴史
伝統的な建築手法である組積造は人手が多く必要であるため、建設に時間がかかり、人口密集地である都市の住宅需要に合わせて建設することができなかった。深刻な住宅不足を改善するために、ソ連の建築家たちは、1947年から1951年の間に低コスト化と完成に要する時間の短縮を行おうとしてさまざまな技術を追求した。1951年1月、フルシチョフが監督していた建築家の会議が、低コストで短期間で建設可能な技術の確立がソ連の建築家の目標だと宣言した。
1953年から翌年にかけて2か所のコンクリート工場がモスクワに設置された（1953年にプレスネンスキー、1954年にホロシェフスキー）。この頃までには、試験的なデザインが実際に建設されて比較検討され、コンクリートパネルによるプレハブ工法が優れていると見做された。他の方法（現場で生コンクリートを使う、民間の低層建設を奨励する）は放棄された。
1954年から1961年にかけて、1956年以来モスクワの都市計画の責任者を務めていた技術者のヴィタリー・ラグチェンコが、コンクリートパネル工場と短期間での建設に裏打ちされた、大規模で工業化された工法を編み出し、実験した。1961年にラグチェンコの研究所は、フルシチョフカの典型例となる、プレハブ5階建ての建物「K-7」のデザインを発表した。1961年から1968年にかけて、64,000ユニット（3,000,000 m2）もの本様式の建物がモスクワで建設された。
モスクワでは利用可能な土地に限りがあったため、9階建てまたは12階建てのエレベーター付き建物（通称「ブレジネフカ」。正式名称は「II-57アパート」）に切り替える必要があった。モスクワにおける5階建てフルシチョフカの建設は1971年が最後になった。一方、モスクワと比較して土地に余裕があったソ連の他の地域では、ソ連崩壊までフルシチョフカの建設が続けられた。現在何百万もの建物がその設計寿命を過ぎている。

## 設計
フルシチョフカのデザインは、工業化されたプレハブ工法による建築物の中では初期の試みであり、部品（またはパネル）はコンクリート工場で作られ、必要に応じて現場へ運ばれた。設計者はエレベーターの設置について費用が嵩み時間もかかり過ぎると考え、フルシチョフカにエレベーターを設置しないこととした。このため、建築に関するソ連の安全衛生基準に、「エレベーターのない建物は5階建てまで」とする条項を設けて、基準上の問題が発生しないようにした。そのため、ほとんど全てのフルシチョフカは5階建てである。
フルシチョフカには浴室が設置されていたことが特徴である。浴室はイヴァン・ジョルトールフスキー賞を受賞したボリシャヤ・カルジュスカヤのフルシチョフカで導入された。しかしこれはラグチェンコがスペースを節約するために考案した120センチメートル四方の「座る浴槽」だった。ホロシェフスキーの工場で組み立てられ完成したユニットバスがトラックで現場に運ばれた。建設作業員はそれら部品を所定の位置に設置し、配管を接続する。

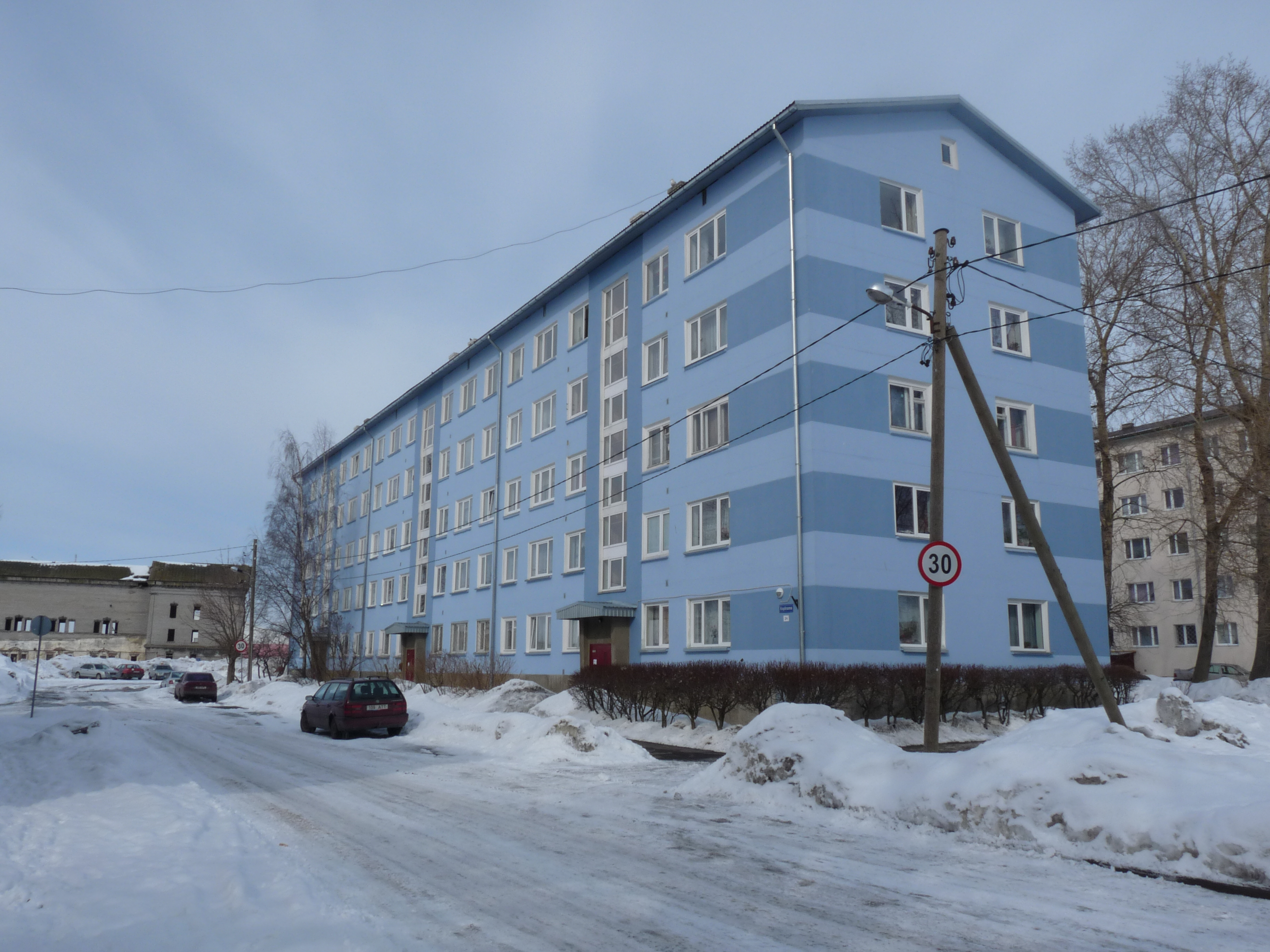
エストニアのタリンにあるリフォームされたフルシチョフカ

一部の専門家は、洗面台に便器の機能を備えさせることさえ考えたが、その案は却下になった。 キッチンは小さく、通常は6m2 だった。これは多くの非エリートの住むスターリン様式の家でも一般的であり、その一部は専用の食堂室があった。
普通の「K-7」型の建物は、1部屋の家の場合の総面積は30m2で、2部屋の家であれば44m2、3部屋の家であれば60m2だった。後の設計ではさらに面積が小さくなった。「K-7」の部屋はそれぞれが小さい玄関ホールに繋がっていた。この「冗長性」を考慮して設計されたのちの建物（П-35他）では、居住者は寝室に行くために居間を通り抜ける必要があった。これらの集合住宅は小さな家族のために計画されたが、実際には3世代の大家族が2部屋のアパートに一緒に住むことは珍しくなかった。一部の建物には「豪華な」物置があった。名目こそ「物置」だったが、実際には窓や換気設備のない別の寝室として使われた。
耐震性については、地震がほとんど発生しないモスクワ等のヨーロッパ側国土に合わせた低コスト建築を追求したためか極めて脆弱であり、日本同様に大きな地震の発生が起こり得る極東、特にサハリン州でも同様のコンセプトのまま集合住宅建設を推し進めた結果、1995年5月28日のネフチェゴルスク地震により主要被災地ネフチェゴルスクに建設されていたフルシチョフカのほとんどが全壊、実に住民3,200名のうち3/4が死亡する事となった（生存者は約800名。被害が余りにも甚大であったことから、同町の再建は諦められ、放棄された）。ちなみに同地に建てられていた木造住宅のほとんどは被害を免れている。

## 水道光熱について
上水道については、現在に至ってもあまり改善が見られず、台所の蛇口の水は煮沸させてから飲用するのが常識となっている。
冬季間の暖房については、アタプレーニエと呼ばれる地域暖房・地域熱供給方式が採られており、集合住宅の幾つか毎に割り当てられた（全都市の随所に設けられて稼働している）アタプレーニエ用熱水供給施設より各アパート棟そして各部屋の温水暖房機へ供給される温水熱により暖を取っている。燃料コストの節約・効率化に有利だが、肝心の「暖房使用選択の自由」が住人には与えられず、アタプレーニエ稼働の管轄権を持つ行政機関部署の判断を毎年待たないといけない。暖房の強弱調整についても住人が干渉出来ず、ソ連崩壊後の混乱を経て市民経済が落ち着きをある程度取り戻した今日のロシア中流階級世帯では室内で薄着になりアイスを頬張る等、未だに住人各自の工夫で対応を迫られている。
都市ガス・プロパンガスはほとんど普及していない。1965年にサハリン、ユジノサハリンスクで建設されていたアパートでは、前述のセントラルヒーティングが完備されている一方、ガスの設備はなく調理には薪を使う仕様であった。他の地域でも、台所の調理器具は日本の様なガスコンロは見られず、電気コンロ（他、電子レンジ等）が設置されているのが通常である。前述の「アタプレーニエ」稼働期間外である夏季に浴室温水を確保する際は、浴槽（もしくは洗面器やバケツ）に注水した水道水に電熱式携帯湯沸かし器を挿入して湯を沸かす方法が常態化しており、1990年8月20日サハリン州にて発生した「コンスタンチン君大火傷事件」の原因ともなった。

## 今日のフルシチョフカ

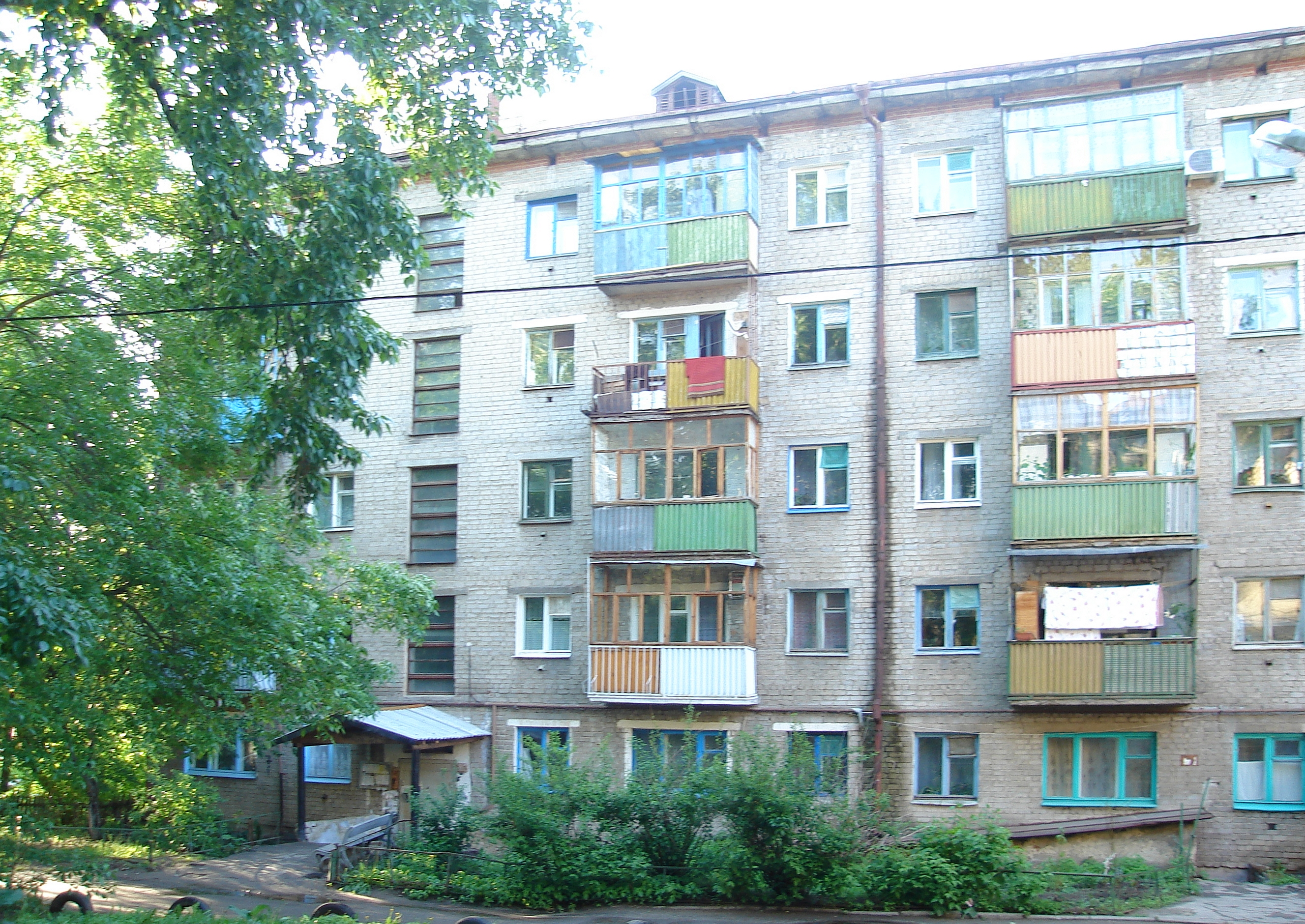
カザンにある典型的なフルシチョフカの庭

フルシチョフカは旧ソビエト連邦全域に多数見られる。もともとこの建物は、成熟した共産主義によって住宅不足が軽減されるまでの一時的な住宅であると考えられていた。フルシチョフは20年以内に社会主義から共産主義に移行できると予測した。その後、レオニード・ブレジネフは各家族に「1人1部屋の確保と1部屋分の追加」を約束したが、今日も多くの人がフルシチョフカに住み続けている。
標準的なフルシチョフカは、設計寿命25年の「使い捨て」と「耐久性あり」に分類される。この区分はモスクワや他の豊かな都市で重要であり、そこでは「使い捨て」のフルシチョフカが、道路建設や新しい住宅の建設のために解体されている。モスクワ市は2015年までにこのプロセスを終わらせることを計画していた。2012年時点で、約1,700棟の建物のうち1,300棟以上が既に解体された。

## フルシチョフカを扱った作品

### 書籍作品
- 『レッドアローとスターハウス―もうひとつの戦後思想史』（2012年9月1日、新潮社、著：原武史） ISBN 410332841X、ISBN 978-4103328414
- 『団地の空間政治学』（2012年9月26日、NHKブックス、著：原武史） ISBN 4140911956、ISBN 978-4140911952
- 解説付きコミックス『ソ連は笑う - ソ連漫画傑作集』収録「アパートラッシュに通勤地獄」（1980年6月、青村出版社、大木昭男翻訳・編）ASIN B000J84N7Y、解説HP
- 『徹底抗戦都市モスクワ 戦い続ける街を行く！』収録『第1章 モスクワという街』内『第4節 運命の皮肉』（2018年3月27日、ホビージャパン、著：小泉悠） ISBN 978-4-7986-1661-2
- 『いまさらですがソ連邦』収録『第3章 冷戦と崩壊』内『その1 フルシチョフの時代』（2018年3月27日、三才ブックス、著：速水螺旋人・津久田重吾、画：速水螺旋人） ISBN 4866730811、ISBN 978-4866730813
- 『ロシア点描 まちかどから見るプーチン帝国の素顔』収録『第2章 ロシア人の住まい編』内『第1節 ソ連国民の共通体験「フルシチョフカ」』（2022年4月19日、PHP研究所、著：小泉悠） ISBN 4569851851、ISBN 978-4569851853
- 『革命と住宅』収録『第1章 革命と住宅』内『フルシチョーフカ ソ連型団地の登場』および『第1章 革命と住宅』内『ブレジネフカ ソ連型団地の成熟と、社会主義住宅最後の実験』（2023年10月1日、ゲンロン、著：本田晃子）ISBN-10 490718851X、ISBN-13 978-4907188511

### ゲーム作品
- IT'S WINTER（2019年3月8日、ИЛЬЯМАЗО, GRüN STUDIO） - フルシチョフカ住人生活シミュレータ。公式HP、解説HP
- Beholder（2016年11月9日、Alawar Premium） - フルシチョフカ管理人シミュレータ。公式HP、解説HP
- Workers & Resources: Soviet Republic（2019年3月15日、3Division） -  旧ソビエト時代都市計画設計・建設・運営シミュレータ。フルシチョフカ様式アパートも建設・運営可能。公式HP、同作品 解説まとめHP
- トロピコシリーズ第6作 トロピコ6収録「ミッション3 共産主義の世界」（2019年9月27日、カリプソ・メディア） -  社会主義国家風都市計画設計・建設・運営シミュレータ。フルシチョフカ様式アパートも建設・運営可能。日本語版 公式HP、同作品 解説まとめHP

### ミニチュア
- プラモデル「チェルノブイリ 5 避難住民セット 35905 1/35」（ICM）製品HP